# أحمد لطيف قمر الدين
أحمد لطيف قمر الدين (ولد في 29 مايو 1979) هو لاعب كرة قدم محترف سنغافوري سابق، لعب لآخر مرة في نادي تانجونغ باغار يونايتد في دوري سنغافورة للمحترفين.

## روابط خارجية
- أحمد لطيف قمر الدين على موقع ناشيونال فوتبول تيمز (الإنجليزية)
- أحمد لطيف قمر الدين على موقع Soccerway.com (الإنجليزية)